# I liga 2022-2023
La I liga 2022-2023, chiamata per ragioni di sponsor Fortuna 1. Liga, è stata la 75ª edizione del secondo livello del campionato polacco di calcio, la quindicesima sotto il nome di I liga. La stagione regolare iniziò il 15 luglio 2022 e si concluse l'11 giugno 2023.

## Stagione

### Novità
Al termine della I liga 2021-2022 il Miedź Legnica, il Widzew Lodz e il Korona Kielce sono stati promossi in Ekstraklasa. 
Dalla Ekstraklasa 2021-2022 sono retrocesse il Nieciecza, il Wisła Cracovia e il Górnik Łęczna. Dalla II liga 2021-2022 sono stati promossi lo Stal Rzeszow, il Chojniczanka Chojnice e il Ruch Chorzow.

### Formula
Le 18 squadre partecipanti si affrontano due volte in un girone di andata e uno di ritorno per un totale di 34 giornate, alle quali si aggiungono le gare dei Play-Off, come nelle precedenti edizioni. I Play-Off prevedono semifinali e finali giocati in gara unica in casa della squadra meglio qualificata. 

## Squadre partecipanti
| Club                       | Città         | Stadio                                                         | Posizione 2021-2022        |
| -------------------------- | ------------- | -------------------------------------------------------------- | -------------------------- |
| Arka Gdynia                | Gdynia        | Stadion Miejski                                                | 3º posto                   |
| Chojniczanka Chojnice      | Chojnice      | Stadion Miejskiego Klubu Sportowego Chojniczanka Chojnice 1930 | 2º posto (in II liga)      |
| Chrobry Głogów             | Głogów        | Chrobrego w Głogowie                                           | 6º posto                   |
| GKS Katowice               | Katowice      | Stadion GKS Katowice                                           | 8º posto                   |
| GKS Tychy                  | Tychy         | Stadion Miejski                                                | 12º posto                  |
| Gornik Leczna              | Łęczna        | Stadion Górnika Łęczna                                         | 18º posto (in Ekstraklasa) |
| ŁKS Łódź                   | Łódź          | Stadion Miejski                                                | 10º posto                  |
| Nieciecza                  | Nieciecza     | Stadion Bruk-Bet                                               | 16º posto (in Ekstraklasa) |
| Odra Opole                 | Opole         | Stadion "Odra"                                                 | 5º posto                   |
| Podbeskidzie Bielsko-Biała | Bielsko-Biała | Stadion Miejski                                                | 9º posto                   |
| Puszcza Niepołomice        | Niepołomice   | Stadion Miejski                                                | 14º posto                  |
| Resovia Rzeszów            | Rzeszów       | Stadion Resovii                                                | 11º posto                  |
| Ruch Chorzow               | Chorzów       | Stadio Ruch Chorzów                                            | 3º posto (in II liga)      |
| Sandecja Nowy Sącz         | Nowy Sącz     | im. Ojca Władysława Augustynka                                 | 10º posto                  |
| Skra Częstochowa           | Częstochowa   | Stolzle Stadion STO                                            | 13º posto                  |
| Stal Rzeszów               | Rzeszów       | Stadion Miejski w Rzeszowie                                    | 1º posto (in II liga)      |
| Wisla Cracovia             | Cracovia      | Stadio municipale                                              | 17º posto (in Ekstraklasa) |
| Zagłębie Sosnowiec         | Sosnowiec     | Stadion Ludowy                                                 | 15º posto                  |

## Classifica
|  | Pos. | Squadra               | Pt | G  | V  | N  | P  | GF | GS | DR  |
|  | ---- | --------------------- | -- | -- | -- | -- | -- | -- | -- | --- |
|  | 1.   | ŁKS                   | 66 | 34 | 19 | 9  | 6  | 58 | 36 | +22 |
|  | 2.   | Ruch Chorzów          | 62 | 34 | 17 | 11 | 6  | 48 | 33 | +15 |
|  | 3.   | Nieciecza             | 61 | 34 | 16 | 13 | 5  | 55 | 37 | +18 |
|  | 4.   | Wisła Cracovia        | 60 | 34 | 18 | 6  | 10 | 61 | 38 | +23 |
|  | 5.   | Puszcza Niepołomice   | 58 | 34 | 16 | 10 | 8  | 49 | 36 | +13 |
|  | 6.   | Stal Rzeszów          | 51 | 34 | 14 | 9  | 11 | 56 | 43 | +13 |
|  | 7.   | Podbeskidzie          | 49 | 34 | 12 | 13 | 9  | 56 | 47 | +9  |
|  | 8.   | Arka Gdynia           | 48 | 34 | 13 | 9  | 12 | 56 | 45 | +11 |
|  | 9.   | Chrobry Głogów        | 46 | 34 | 12 | 10 | 12 | 44 | 53 | -9  |
|  | 10.  | GKS Katowice          | 44 | 34 | 10 | 14 | 10 | 41 | 39 | +2  |
|  | 11.  | Zagłębie Sosnowiec    | 42 | 34 | 10 | 12 | 12 | 33 | 43 | -10 |
|  | 12.  | Górnik Łęczna         | 40 | 34 | 9  | 13 | 12 | 40 | 45 | -5  |
|  | 13.  | GKS Tychy             | 39 | 34 | 10 | 9  | 15 | 46 | 52 | -6  |
|  | 14.  | Resovia Rzeszów       | 38 | 34 | 9  | 11 | 14 | 43 | 51 | -8  |
|  | 15.  | Odra Opole            | 37 | 34 | 10 | 7  | 17 | 39 | 48 | -9  |
|  | 16.  | Skra Częstochowa      | 31 | 34 | 9  | 4  | 21 | 18 | 49 | -31 |
|  | 17.  | Chojniczanka Chojnice | 27 | 34 | 5  | 12 | 17 | 35 | 57 | -22 |
|  | 18.  | Sandecja Nowy Sącz    | 27 | 34 | 5  | 12 | 17 | 28 | 54 | -26 |

Legenda:

      Promosse in Ekstraklasa 2023-2024

  Ammesse ai play-off.

      Retrocesse in II liga 2023-2024

Tre punti a vittoria, uno a pareggio, zero a sconfitta.
La classifica viene stilata secondo i seguenti criteri:
- Punti conquistati
- Punti conquistati negli scontri diretti
- Differenza reti negli scontri diretti
- Reti realizzate negli scontri diretti
- Goal fuori casa negli scontri diretti (solo tra due squadre)
- Differenza reti generale
- Reti totali realizzate
- Fair-play ranking

## Spareggi

### Play-off
Le semifinali si sono disputate il 6 giugno 2023, mentre la finale l'11 giugno 2023.

#### Tabellone
|  | Semifinali          | Semifinali          | Semifinali                |                           |           | Finale    | Finale | Finale |  |
|  |                     |                     |                           |                           |           |           |        |        |  |
|  | Nieciecza           | Nieciecza           | 2                         |                           |           |           |        |        |  |
|  | Nieciecza           | Nieciecza           | 2                         |                           |           |           |        |        |  |
|  | Stal Rzeszów        | Stal Rzeszów        | 0                         |                           |           |           |        |        |  |
|  | Stal Rzeszów        | Stal Rzeszów        | 0                         |                           | Nieciecza | Nieciecza | 2      |        |  |
|  |                     |                     |                           |                           | Nieciecza | Nieciecza | 2      |        |  |
|  |                     |                     | Puszcza Niepołomice (dts) | Puszcza Niepołomice (dts) | 3         |           |        |        |  |
|  | Wisła Cracovia      | Wisła Cracovia      | Puszcza Niepołomice (dts) | Puszcza Niepołomice (dts) | 3         | 1         |        |        |  |
|  | Wisła Cracovia      | Wisła Cracovia      |                           |                           |           |           |        |        |  |
|  | Puszcza Niepołomice | Puszcza Niepołomice | 4                         |                           |           |           |        |        |  |

## Statistiche

### Classifica marcatori
| Gol |  |  | Giocatore       | Squadra                    |
| --- |  |  | --------------- | -------------------------- |
| 21  |  |  | Karol Czubak    | Arka Gdynia                |
| 20  |  |  | Luis Fernández  | Wisla Cracovia             |
| 16  |  |  | Joan Román      | Podbeskidzie Bielsko-Biala |
| 16  |  |  | Kamil Bilinski  | Podbeskidzie Bielsko-Biala |
| 16  |  |  | Pirulo          | LKS Lodz                   |
| 14  |  |  | Daniel Szczepan | Ruch Chorzow               |
| 10  |  |  | Damian Michalik | Stal Rzeszów               |
| 10  |  |  | Marek Mróz      | Resovia Rzeszów            |